# مارکوس بولمان
مارکوس بولمان (انگلیسی: Markus Bollmann؛ زادهٔ ۶ ژانویهٔ ۱۹۸۱) بازیکن فوتبال اهل آلمان است.
از باشگاه‌هایی که در آن بازی کرده‌است می‌توان به باشگاه فوتبال پادربورن، باشگاه فوتبال دویسبورگ، و باشگاه فوتبال آرمینیا بیله‌فلد اشاره کرد.